# Eleutherodactylus
Genre
Synonymes
- Euhyas Fitzinger, 1843
- Epirhexis Cope, 1866
- Syrrhophus Cope, 1878
- Malachylodes Cope, 1879
- Tomodactylus Günther, 1900
- Sminthillus Barbour & Noble, 1920
- Ladailadne Dubois, 1987
- Pelorius Hedges, 1989
- Schwartzius Hedges, Duellman & Heinicke, 2008

Eleutherodactylus est un genre d'amphibiens de la famille des Eleutherodactylidae.

## Répartition
Les 191 espèces de ce genre se rencontrent dans le sud des États-Unis, au Mexique, au Belize, au Guatemala et aux Antilles.
Des espèces ont été introduites en Floride, en Louisiane et à Hawaii. Dans cette dernière île, elles sont considérées comme espèces invasives.
Parmi la faune de Porto Rico ces petites grenouilles de 15 à 80 mm, particulièrement bruyantes, se retrouvent dans les zones forestières de toute l'île et même en ville, mais leur écosystème de prédilection demeure la forêt nationale d'El Yunque. Il existe environ seize espèces distinctes sur l'île de Porto Rico dont treize dans El Yunque.

## Description
Ce genre regroupe de petites grenouilles arboricole.
Elles ont la particularité de ne pas avoir de stade têtard et de sortir de l'œuf directement conformées.
Sur l'île de Porto Rico, elles sont appelées coquí. Elles doivent leur nom aux sons qu'elles émettent en deux temps : un "co" interrogatif, puis un "qui" strident (le mâle pouvant atteindre jusqu'à 100 dB). C'est le symbole de l'île de Porto Rico. On appelle certaines d'entre elles des hylodes.

## Liste des espèces
Selon Amphibian Species of the World (18 juin 2015) :
- Eleutherodactylus abbotti Cochran, 1923
- Eleutherodactylus acmonis Schwartz, 1960
- Eleutherodactylus adelus Díaz, Cadiz & Hedges, 2003
- Eleutherodactylus albipes Barbour & Shreve, 1937
- Eleutherodactylus albolabris (Taylor, 1943)
- Eleutherodactylus alcoae Schwartz, 1971
- Eleutherodactylus alticola Lynn, 1937
- Eleutherodactylus amadeus Hedges, Thomas & Franz, 1987
- Eleutherodactylus amplinympha Kaiser, Green & Schmid, 1994
- Eleutherodactylus andrewsi Lynn, 1937
- Eleutherodactylus angustidigitorum (Taylor, 1940)
- Eleutherodactylus antillensis (Reinhardt & Lütken, 1863)
- Eleutherodactylus aporostegus Schwartz, 1965
- Eleutherodactylus apostates Schwartz, 1973
- Eleutherodactylus armstrongi Noble & Hassler, 1933
- Eleutherodactylus atkinsi Dunn, 1925
- Eleutherodactylus audanti Cochran, 1934
- Eleutherodactylus auriculatoides Noble, 1923
- Eleutherodactylus auriculatus (Cope, 1862)
- Eleutherodactylus bakeri Cochran, 1935
- Eleutherodactylus barlagnei Lynch, 1965
- Eleutherodactylus bartonsmithi Schwartz, 1960
- Eleutherodactylus beguei Díaz & Hedges, 2015
- Eleutherodactylus blairhedgesi Estrada, Díaz & Rodriguez, 1998
- Eleutherodactylus bothroboans Schwartz, 1965
- Eleutherodactylus bresslerae Schwartz, 1960
- Eleutherodactylus brevirostris Shreve, 1936
- Eleutherodactylus brittoni Schmidt, 1920
- Eleutherodactylus caribe Hedges & Thomas, 1992
- Eleutherodactylus casparii Dunn, 1926
- Eleutherodactylus cavernicola Lynn, 1954
- Eleutherodactylus chlorophenax Schwartz, 1976
- Eleutherodactylus cochranae Grant, 1932
- Eleutherodactylus cooki Grant, 1932
- Eleutherodactylus coqui Thomas, 1966
- Eleutherodactylus corona Hedges & Thomas, 1992
- Eleutherodactylus counouspeus Schwartz, 1964
- Eleutherodactylus cubanus Barbour, 1942
- Eleutherodactylus cundalli Dunn, 1926
- Eleutherodactylus cuneatus (Cope, 1862)
- Eleutherodactylus cystignathoides (Cope, 1877)
- Eleutherodactylus darlingtoni Cochran, 1935
- Eleutherodactylus dennisi (Lynch, 1970)
- Eleutherodactylus dilatus (Davis & Dixon, 1955)
- Eleutherodactylus dimidiatus (Cope, 1862)
- Eleutherodactylus diplasius Schwartz, 1973
- Eleutherodactylus dolomedes Hedges & Thomas, 1992
- Eleutherodactylus eileenae Dunn, 1926
- Eleutherodactylus emiliae Dunn, 1926
- Eleutherodactylus eneidae Rivero, 1959
- Eleutherodactylus erythroproctus Schwartz, 1960
- Eleutherodactylus etheridgei Schwartz, 1958
- Eleutherodactylus eunaster Schwartz, 1973
- Eleutherodactylus feichtingeri Díaz, Hedges & Schmid, 2012
- Eleutherodactylus flavescens Noble, 1923
- Eleutherodactylus fowleri Schwartz, 1973
- Eleutherodactylus furcyensis Shreve & Williams, 1963
- Eleutherodactylus fuscus Lynn & Dent, 1943
- Eleutherodactylus glamyrus Estrada & Hedges, 1997
- Eleutherodactylus glandulifer Cochran, 1935
- Eleutherodactylus glanduliferoides Shreve, 1936
- Eleutherodactylus glaphycompus Schwartz, 1973
- Eleutherodactylus glaucoreius Schwartz & Fowler, 1973
- Eleutherodactylus goini Schwartz, 1960
- Eleutherodactylus gossei Dunn, 1926
- Eleutherodactylus grabhami Dunn, 1926
- Eleutherodactylus grahami Schwartz, 1979
- Eleutherodactylus grandis (Dixon, 1957)
- Eleutherodactylus greyi Dunn, 1926
- Eleutherodactylus griphus Crombie, 1986
- Eleutherodactylus grunwaldi Reyes-Velasco, Ahumada-Carrillo, Burkhardt & Devitt, 2015
- Eleutherodactylus gryllus Schmidt, 1920
- Eleutherodactylus guanahacabibes Estrada & Rodriguez, 1985
- Eleutherodactylus guantanamera Hedges, Estrada & Thomas, 1992
- Eleutherodactylus gundlachi Schmidt, 1920
- Eleutherodactylus guttilatus (Cope, 1879)
- Eleutherodactylus haitianus Barbour, 1942
- Eleutherodactylus hedricki Rivero, 1963
- Eleutherodactylus heminota Shreve & Williams, 1963
- Eleutherodactylus hypostenor Schwartz, 1965
- Eleutherodactylus iberia Estrada & Hedges, 1996
- Eleutherodactylus inoptatus (Barbour, 1914)
- Eleutherodactylus intermedius Barbour & Shreve, 1937
- Eleutherodactylus interorbitalis (Langebartel & Shannon, 1956)
- Eleutherodactylus ionthus Schwartz, 1960
- Eleutherodactylus jamaicensis Barbour, 1910
- Eleutherodactylus jasperi Drewry & Jones, 1976
- Eleutherodactylus jaumei Estrada & Alonso, 1997
- Eleutherodactylus johnstonei Barbour, 1914
- Eleutherodactylus juanariveroi Rios-López & Thomas, 2007
- Eleutherodactylus jugans Cochran, 1937
- Eleutherodactylus junori Dunn, 1926
- Eleutherodactylus karlschmidti Grant, 1931
- Eleutherodactylus klinikowskii Schwartz, 1959
- Eleutherodactylus lamprotes Schwartz, 1973
- Eleutherodactylus leberi Schwartz, 1965
- Eleutherodactylus lentus (Cope, 1862)
- Eleutherodactylus leoncei Shreve & Williams, 1963
- Eleutherodactylus leprus (Cope, 1879)
- Eleutherodactylus ligiae Incháustegui, Díaz & Marte, 2015
- Eleutherodactylus limbatus (Cope, 1862)
- Eleutherodactylus limbensis Lynn, 1958
- Eleutherodactylus locustus Schmidt, 1920
- Eleutherodactylus longipes (Baird, 1859)
- Eleutherodactylus lucioi Schwartz, 1980
- Eleutherodactylus luteolus (Gosse, 1851)
- Eleutherodactylus maestrensis Díaz, Cádiz & Navarro, 2005
- Eleutherodactylus mariposa Hedges, Estrada & Thomas, 1992
- Eleutherodactylus marnockii (Cope, 1878)
- Eleutherodactylus martinicensis (Tschudi, 1838)
- Eleutherodactylus maurus Hedges, 1989
- Eleutherodactylus melacara Hedges, Estrada & Thomas, 1992
- Eleutherodactylus melatrigonum Schwartz, 1966
- Eleutherodactylus michaelschmidi Díaz, Cádiz & Navarro, 2007
- Eleutherodactylus minutus Noble, 1923
- Eleutherodactylus modestus (Taylor, 1942)
- Eleutherodactylus monensis (Meerwarth, 1901)
- Eleutherodactylus montanus Schmidt, 1919
- Eleutherodactylus neiba Incháustegui, Díaz & Marte, 2015
- Eleutherodactylus nitidus (Peters, 1870)
- Eleutherodactylus nivicolimae (Dixon & Webb, 1966)
- Eleutherodactylus nortoni Schwartz, 1976
- Eleutherodactylus notidodes Schwartz, 1966
- Eleutherodactylus nubicola Dunn, 1926
- Eleutherodactylus olibrus Schwartz, 1958
- Eleutherodactylus orcutti Dunn, 1928
- Eleutherodactylus orientalis (Barbour & Shreve, 1937)
- Eleutherodactylus oxyrhyncus (Duméril & Bibron, 1841)
- Eleutherodactylus pallidus (Duellman, 1958)
- Eleutherodactylus pantoni Dunn, 1926
- Eleutherodactylus parabates Schwartz, 1964
- Eleutherodactylus paralius Schwartz, 1976
- Eleutherodactylus parapelates Hedges & Thomas, 1987
- Eleutherodactylus patriciae Schwartz, 1965
- Eleutherodactylus paulsoni Schwartz, 1964
- Eleutherodactylus pentasyringos Schwartz & Fowler, 1973
- Eleutherodactylus pezopetrus Schwartz, 1960
- Eleutherodactylus pictissimus Cochran, 1935
- Eleutherodactylus pinarensis Dunn, 1926
- Eleutherodactylus pinchoni Schwartz, 1967
- Eleutherodactylus pipilans (Taylor, 1940)
- Eleutherodactylus pituinus Schwartz, 1965
- Eleutherodactylus planirostris (Cope, 1862)
- Eleutherodactylus poolei Cochran, 1938
- Eleutherodactylus portoricensis Schmidt, 1927
- Eleutherodactylus principalis Estrada & Hedges, 1997
- Eleutherodactylus probolaeus Schwartz, 1965
- Eleutherodactylus rhodesi Schwartz, 1980
- Eleutherodactylus richmondi Stejneger, 1904
- Eleutherodactylus ricordii (Duméril & Bibron, 1841)
- Eleutherodactylus riparius Estrada & Hedges, 1998
- Eleutherodactylus rivularis Díaz, Estrada & Hedges, 2001
- Eleutherodactylus rogersi Goin, 1955
- Eleutherodactylus ronaldi Schwartz, 1960
- Eleutherodactylus rubrimaculatus (Taylor & Smith, 1945)
- Eleutherodactylus rucillensis Cochran, 1939
- Eleutherodactylus rufescens (Duellman & Dixon, 1959)
- Eleutherodactylus rufifemoralis Noble & Hassler, 1933
- Eleutherodactylus ruthae Noble, 1923
- Eleutherodactylus saxatilis (Webb, 1962)
- Eleutherodactylus schmidti Noble, 1923
- Eleutherodactylus schwartzi Thomas, 1966
- Eleutherodactylus sciagraphus Schwartz, 1973
- Eleutherodactylus semipalmatus Shreve, 1936
- Eleutherodactylus simulans Díaz & Fong, 2001
- Eleutherodactylus sisyphodemus Crombie, 1977
- Eleutherodactylus sommeri Schwartz, 1977
- Eleutherodactylus staurometopon Schwartz, 1960
- Eleutherodactylus symingtoni Schwartz, 1957
- Eleutherodactylus syristes (Hoyt, 1965)
- Eleutherodactylus teretistes (Duellman, 1958)
- Eleutherodactylus tetajulia Estrada & Hedges, 1996
- Eleutherodactylus thomasi Schwartz, 1959
- Eleutherodactylus thorectes Hedges, 1988
- Eleutherodactylus toa Estrada & Hedges, 1991
- Eleutherodactylus tonyi Estrada & Hedges, 1997
- Eleutherodactylus turquinensis Barbour & Shreve, 1937
- Eleutherodactylus tychathrous Schwartz, 1965
- Eleutherodactylus unicolor Stejneger, 1904
- Eleutherodactylus varians (Gundlach & Peters, 1864)
- Eleutherodactylus varleyi Dunn, 1925
- Eleutherodactylus ventrilineatus (Shreve, 1936)
- Eleutherodactylus verrucipes (Cope, 1885)
- Eleutherodactylus verruculatus (Peters, 1870)
- Eleutherodactylus warreni Schwartz, 1976
- Eleutherodactylus weinlandi Barbour, 1914
- Eleutherodactylus wetmorei Cochran, 1932
- Eleutherodactylus wightmanae Schmidt, 1920
- Eleutherodactylus wixarika Reyes-Velasco, Ahumada-Carrillo, Burkhardt & Devitt, 2015
- Eleutherodactylus zeus Schwartz, 1958
- Eleutherodactylus zugi Schwartz, 1958

## Étymologie
Le nom de ce genre vient du grec eleutheros, libre, et du grec dactylos, doigt ou orteil, en référence à l'absence de palmure entre les doigts et orteils.

## Taxinomie
Ce genre a été réduit des trois-quarts de ses 700 espèces qui vivent en Amérique du Sud, elles sont maintenant dans les familles des Craugastoridae ou des Brachycephalidae.

## Publication originale
- Duméril & Bibron, 1841 : Erpétologie générale ou Histoire naturelle complète des reptiles, vol. 8, p. 1-792 (texte intégral).